# Campionato inglese di pallavolo femminile
Il campionato inglese di pallavolo femminile è un insieme di tornei pallavolistici per squadre di club inglesi, istituiti dalla Federazione pallavolistica dell'Inghilterra; le quattro categorie professionistiche sono organizzate in compartecipazione con la National Volleyball League.

## Struttura
- Campionati nazionali professionistici:

Super League: a girone unico, partecipano dieci squadre.
Division 1: a girone unico, partecipano nove squadre.
Division 2: a due gironi, partecipano diciotto squadre.
Division 3: a cinque gironi, partecipano trentasei squadre.
- Campionati locali non professionistici.